# Природа фірми
«Природа фірми» (англ. The Nature of the Firm; 1937) — стаття Рональда Коуза. Він запропонував економічне пояснення того, чому люди обирають створювати товариства, компанії та інші суб'єкти господарювання, а не використовувати двосторонню торгівлю за допомогою договорів на ринку. Автор отримав Нобелівську премію в галузі економічних наук у 1991 році, зокрема завдяки цій роботі.
У статті стверджується, що фірми виникають, оскільки вони краще підготовлені для зменшення трансакційних витрат, властивих виробництву та обміну, ніж фізичні особи. Такі економісти, як Олівер Вільямсон, Дуглас Норт, Олівер Гарт, Бенгт Гольмстрем, Армен Алчіан та Гарольд Демсец розширили роботу Коуза щодо фірм, трансакційних витрат та контрактів. Економісти та політологи використали ідеї роботи Коуза для пояснення функціонування організацій загалом, а не лише фірм. Робота Коуза сильно вплинула на Нову економіку організації (Нова інституційна економіка).
У статті Коуза проводиться поділ ринку як механізму координації та фірми як механізму координації людської діяльності.

## Резюме
Враховуючи, що виробництво може здійснюватися без будь-якої організації, Коуз запитує: «Чому і за яких умов слід очікувати появи фірм?» Оскільки сучасні фірми можуть виникнути лише тоді, коли якийсь підприємець починає наймати людей, аналіз Коуза продовжується з урахуванням умов, за яких підприємець має сенс звертатися за допомогою до найманого працівника замість того, щоб укладати контракти на виконання певного завдання.
Традиційна економічна теорія того часу припускала, що, оскільки ринок є «ефективним» (тобто ті, хто найкраще надає кожен товар або послугу найдешевше, це вже роблять), укладати контракти завжди має бути дешевше, ніж наймати .
Однак Коуз зазначив, що існування ряду трансакційних витрат на використання ринку; вартість отримання товару чи послуги через ринок насправді більше, ніж просто ціна товару. Інші витрати, включаючи витрати на пошук та інформацію, переговорні витрати, збереження комерційної таємниці, а також витрати на охорону та контроль, можуть потенційно збільшити витрати на придбання чогось через ринок. Це свідчить про те, що фірми виникатимуть тоді, коли вони зможуть власноруч виробляти те, що їм потрібно, і якось уникати цих витрат.
Однак існує природна межа того, що можна виробляти внутрішньо. Коуз зазначає, що «зменшується віддача від функцій підприємця», включаючи збільшення накладних витрат та збільшення схильності перевантаженого менеджера до помилок у розподілі ресурсів. Це компенсаційна вартість використання фірми.
Коуз стверджує, що розмір фірми (як вимірюється тим, скільки контрактних відносин є «внутрішніми» для фірми і скільки «зовнішніми») є результатом пошуку оптимального балансу між конкуруючими тенденціями витрат, зазначених вище. Загалом, збільшення фірми спочатку буде вигідним, але зменшення прибутковості, зазначене вище, врешті-решт дасть можливість завадити зростанню фірми безкінечно.
За інших рівних умов фірма, як правило, буде більшою:
- чим менше витрат на організацію і тим повільніше ці витрати зростають із збільшенням кількості організованих операцій.
- чим менша ймовірність того, що підприємець допустить помилки, і тим менший приріст помилок із збільшенням кількості організованих операцій.
- чим більше зниження (або менший ріст) ціни пропозиції факторів виробництва для фірм більшого розміру.

Перші дві витрати зростатимуть із просторовим розподілом організованих транзакцій та несхожістю транзакцій. Це пояснює, чому фірми, як правило, знаходяться в різних географічних регіонах або виконують різні функції. Крім того, технологічні зміни, що пом'якшують витрати на організацію транзакцій у космосі, призведуть до того, що фірми стануть більшими — наприклад, поява телефонів та дешевих авіаперевезень збільшить розмір фірм. Відповідно, використання Інтернету та суміжних сучасних інформаційно-комунікаційних технологій, мабуть, призводить до існування так званих віртуальних організацій.
Коуз не розглядає позадоговірні відносини, як між друзями чи родиною.

## Сприйняття
У 1991 році Р. Коузу було присуджено Нобелівську премію у галузі економічних наук з формулюванням "за відкриття і пояснення сутності трансакційних витрат та майнових прав для інституціональної структури та функціювання економіки".
Стаття мала неабиякий вплив на область мікроекономіки, зокрема, по суті, започатковуючи дослідження теорії фірми. За даними Google Scholar, стаття цитувалась понад 40 000 разів станом на березень 2019 року.
Одне з найвідоміших посилань на сстаттю здійснив Йочай Бенклер у своїй статті «Пінгвін Коуза, або, Linux і природа фірми» де він пов'язує есе Коуза з появою виробничих спільнот, які використовують Інтернет. Зокрема, Бенклер вважає спільну виробничу взаємодію третім альтернативним механізмом координації економічних операцій, крім запропонованих Коузом ринків та ієрархій (організацій). У назві статті «пінгвін» посилається на логотип операційної системи Linux, посилаючись на проблему, яку вона створює перед роботою Коуза, працюючи за допомогою інших механізмів, ніж ті, що присутні на ринках та у фірмах. Вирішення цього виклику, на думку Бенклера, полягає в підміні ролі трансакційних витрат у роботі Коуза концепцією інформаційних альтернативних витрат при поясненні появи спільного виробництва, що базується на загальних рисах.
Звіт Світового банку про світовий розвиток за 2019 рік про зміну характеру праці вказує на те, що фірми та виробничі процеси стають менш вертикально інтегрованими, оскільки технологія робить дешевшим вдаватися до відкритого ринку для завершення частин виробничого процесу.
Стаття продовжує надихати на нові сфери дослідження. Наприклад, у 80-річний ювілей йому вшанували пам'ять, поширивши свою логіку на область блокчейнів.